# Candle in the Wind
„Candle in the Wind” (pol. Świeca na wietrze) – ballada rockowa autorstwa Eltona Johna i Berniego Taupina, którą wydano na singlu w 1973 roku. Utwór nagrany przez Eltona Johna jako hołd dla zmarłej w 1962 roku amerykańskiej aktorki Marilyn Monroe.

## Wersja oryginalna z 1973
z albumu Goodbye Yellow Brick Road dedykowana Marilyn Monroe.
Singel (1974) zajął 11. miejsce brytyjskiej listy przebojów.
7 sierpnia 1990 Elton John zadedykował singel choremu na AIDS Ryanowi White'owi, zmarłemu następnego dnia.

## Wersja z 1986
(premiera 14 grudnia 1986 w Sydney) z albumu Live in Australia (1987) podobnie jak poprzednia dedykowana Marilyn Monroe (użyto jej prawdziwego imienia Norma Jeane i zmieniono słowa).
W 1988 singel zajął 6. miejsce na amerykańskiej liście przebojów (to najpopularniejsza wersja singla).

## Wersja z 1997
„Candle in the Wind 1997” lub „Goodbye England's Rose” dedykowana Księżnej Dianie to przeróbka oryginału „Candle in the Wind” (Elton John zmienił słowa i styl wykonania, tak aby pasowały do tragicznie zmarłej Diany).
Singiel zajmował 1. miejsce na listach przebojów w wielu krajach.

## Inne wersje i parodie
W 1974 podobna napisana przez Berniego Taupina w hołdzie Janis Joplin.
W 2005 wykonana przez Kate Bush.
W 2007 sparodiowana w jednym z odcinków Simpsonów, nazwanym Funeral for a Fiend.
W 2007 sparodiowana przez Snide.tv w skeczu Castro's Funeral (Pogrzeb Fidela Castro).